# Wilfredomys oenax
Wilfredomys oenax е вид гризач от семейство Мишкови (Muridae). Видът е застрашен от изчезване.

## Разпространение
Разпространен е в Бразилия и Уругвай.

## Описание
Теглото им е около 46,8 g.
Популацията на вида е намаляваща.